# 陸前高田市総合交流センター
陸前高田市総合交流センター（りくぜんたかたし そうごうこうりゅうセンター）は、岩手県陸前高田市高田町字太田5番地に所在するスポーツ施設。陸前高田市B&G海洋センター（プール）を併設する。愛称は公募により決定した「夢アリーナたかた」。

## 概要
東日本大震災で全壊した高田市民体育館の代替施設として建設され、2018年4月10日にグランドオープンした。標高30 mの高台にあり、災害時の避難拠点の機能も有する。また地域住民の交流の場としての性格も合わせ持つ。
施設は多目的ホール、アリーナ、柔道場、剣道場などからなる。これら施設と、隣接する岩手県立高田高等学校の体育館2棟もあわせて活用することで、大規模なスポーツイベントも開催可能となっている。

## アクセス
JR東日本大船渡線BRT高田高校前駅および岩手県交通バス高田高校前停留所から徒歩5分